# توني ليندبرغ
توني ليندبرغ (بالفنلندية: Toni Lindberg)‏ هو لاعب كرة قدم فنلندي، ولد في 23 سبتمبر 1985 في Ruotsinpyhtää ‏ في فنلندا. لعب مع ميبا.

## وصلات خارجية
- توني ليندبرغ على موقع قاعدة بيانات كرة القدم.إي يو (الإنجليزية)
- توني ليندبرغ على موقع Soccerway.com (الإنجليزية)
- توني ليندبرغ على موقع عالم كرة القدم.نت (الإنجليزية)